# Кондратенко, Лидия Александровна
Лидия Александровна Кондратенко (5 ноября 1934, Харьков, Украинская ССР — 4 августа 2016, Воронеж, Российская Федерация) — советская и российская оперная певица (меццо-сопрано), солистка Воронежского театра оперы и балета, заслуженная артистка РСФСР.

## Биография
В 1953 г. окончила Харьковскую государственную консерваторию (педагог — профессор П. В. Голубев), стажировалась в Большом театре СССР (1953—1955).
В 1955—1960 гг. работала в Челябинском театре оперы и балета. С 1960 г. — солистка Воронежского музыкального театра, с 1968 г. — Воронежского театра оперы и балета. В 1989—1998 гг. — педагог театра, в 1979—1993 гг. — филармонии. Автор книги «Певица» (1997).
Выступала как концертная певица.

## Театральные работы
- Любаша — «Царская невеста», Н. Римский-Корсаков
- Кончаковна — «Князь Игорь», А. Бородин,
- Кармен — «Кармен», Ж. Бизе
- Амнерис — «Аида», Дж. Верди

## Награды и звания
Заслуженная артистка РСФСР (1978). Лауреат премии Воронежского отделения Союза театральных деятелей (1975).